# Honda e
Honda e este un autoturism electric cu baterii de clasă supermini comercializat de producătorul japonez de automobile Honda, disponibil pe piața europeană și japoneză din 2020.